# Ramlösa (eau minérale)
Pour les articles homonymes, voir Ramlösa.

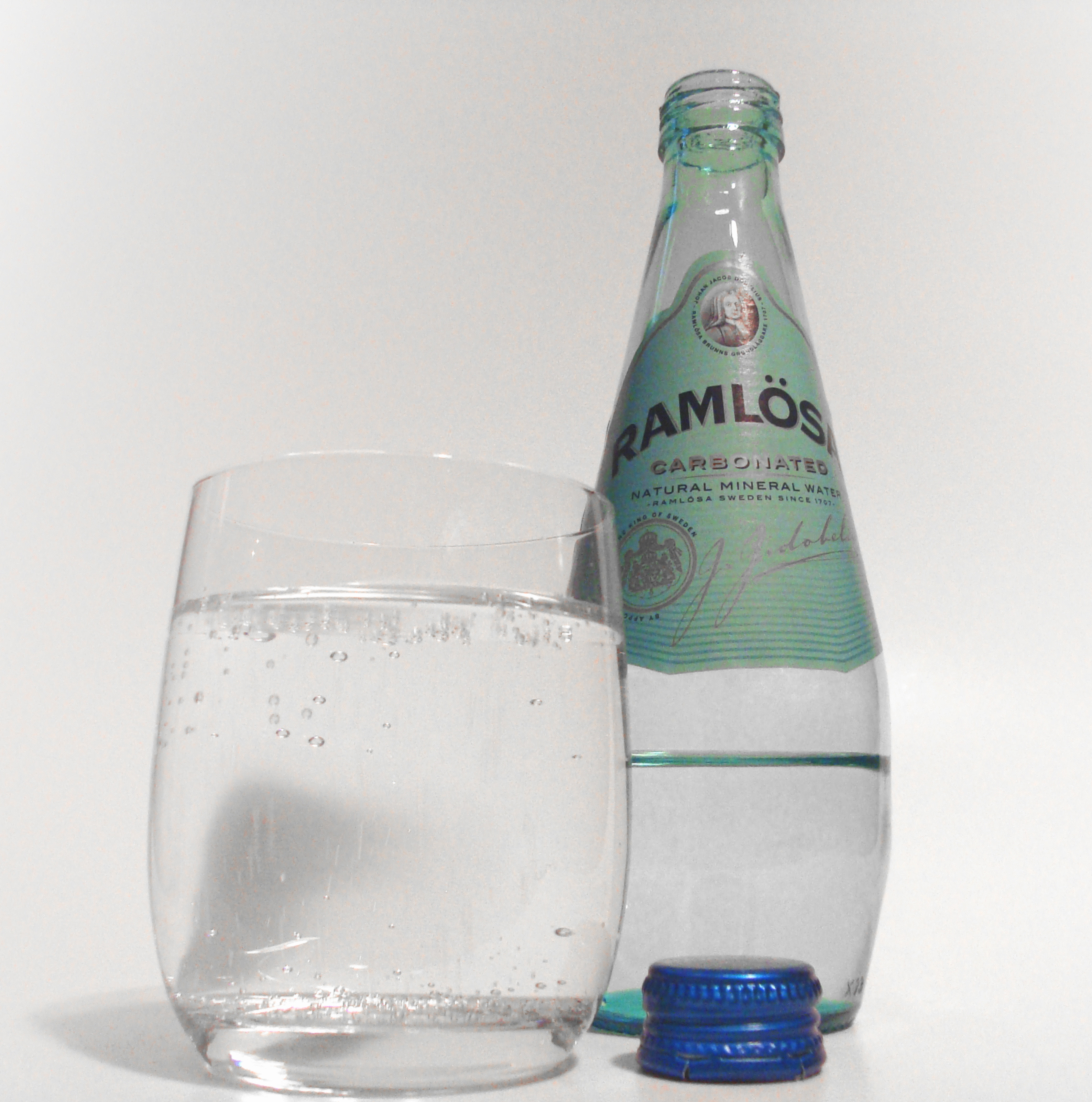
Une bouteille de Ramlösa.

Ramlösa est une eau minérale produite à Helsingborg en Suède. L'eau provient de deux sources d'un ancien établissement thérapeutique qui doit son nom au quartier de Helsingborg dans lequel il est situé.

## Les sources
La présence d'une source d'eau ferrugineuse à Ramlösa est attestée depuis longtemps lorsque Johan Jacob Döbelius fonde sur les lieux un établissement thérapeutique le 17 juin 1707. Au cours du XVIIIe siècle, la réputation de la source grandit et elle accueille des visiteurs en provenance de toute la Suède et du Danemark. C'est au début du XIXe siècle qu'elle connait sa période la plus faste, avec les visites régulières de plusieurs membres de la famille royale et de la noblesse suédoise. Avec la découverte, à la fin des années 1890, d'une nouvelle source plus alcaline, commence la production d'une eau minérale en bouteille. Dans le même temps, l'établissement thérapeutique périclite et ferme finalement ses portes en 1973. Après avoir été menacés par des projets immobiliers dans les années 1970, plusieurs des bâtiments obtiennent leur classement comme monuments historiques (byggnadsminne) et la quasi-totalité du parc est aujourd'hui protégée.

## Ramlösa aujourd'hui
La marque Ramlösa est détenue par Carlsberg Suède, la filiale suédoise du brasseur danois Carlsberg. La production annuelle est de 80 millions de litres dont 10 % sont exportés vers divers pays, entre autres les États-Unis, la Russie, la France et l'Arabie saoudite. Le principal marché à l'exportation est le Danemark.
L'activité d'embouteillage, qui avait à l'origine lieu à Ramlösa, est depuis 1973 localisée dans une usine située dans la zone industrielle d'Ättekulla, un autre quartier de Helsingborg, où l'eau est acheminée par une canalisation souterraine.